# Historia de la embriología

## De Aristóteles a 1750
Hasta 1750 el conocimiento en torno al desarrollo animal estuvo fundamentalmente marcado por Aristóteles y por algunos naturalistas de los siglos XVI y XVII como Hieronymus Frabricius ab Aquapendente, William Harvey y Marcello Malpighi. Sin embargo, todos estos trabajos estaban limitados por el hecho de que las descripciones correspondían siempre a etapas tardías del desarrollo, lo que no permitía dilucidar el clásico debate entre preformacionistas y epigenetistas.

## Segunda mitad del siglo XVIII
A lo largo de la segunda mitad del siglo XVIII, varios autores dieron un nuevo impulso a la embriología: Victor Albrecht von Haller, Lazzaro Spallanzani y Caspar Friedrich Wolff. 

## Los inicios delsigloXIXy el triunfo del epigenetismo
A partir del siglo XIX, la idea de la epigénesis comienza a imponerse entre los naturalistas. La idea de la "pulsión formadora" de Johann Friedrich Blumenbach, así como las de historicidad y progresión en la naturaleza explican el éxito de este nuevo marco teórico. 
A partir de entonces, se multiplican las publicaciones en torno a la embriología (Meckel, Lorenz Oken, Friedrich Tiedemann). 
A partir de 1810, la embriología conoce una atención sin precedentes. Christian Pander, Karl Ernst von Baer y Martin Heinrich Rathke son considerados los tres grandes fundadores de la embriología moderna. La obra de Pander en 1817 marcó el inicio de este período, que culminó con la Entwickelungsgeschichte de von Baer. La embriología fue una ciencia fundamentalmente alemana, aunque no exclusivamente. En Italia destacan los trabajos de Rusconi sobre el desarrollo de los anfibios y en Francia los de Dutrochet, Duges y Coste sobre los vertebrados. Desde entonces se impusieron dos grandes líneas de investigación: el estudio del desarrollo del embrión humano y del desarrollo temprano de los mamíferos. 
En pocas décadas tuvieron lugar las observaciones más importantes y se expresaron y discutieron los grandes temas de la embriología, como el óvulo de los mamíferos y la teoría de las hojas embrionarias. Esta edad de oro de la embriología se explica por razones tanto metodológicas como teóricas. Entre las primeras, las mejoras de las técnicas de observación, especialmente del microscopio; entre la segundas, la idea de historicidad introducida por la Naturphilosophie (filosofía naturista) que condujo a pensar en las formas orgánicas como formas dinámicas.

## Ley del paralelismo
La ley de Meckel-Serres fue la primera formulación de la Teoría de la Recapitulación. Su nombre se debe al zoólogo Edward Stuart Russell, quien en 1916 se refirió a ella de este modo en reconocimiento a dos de sus más prominentes proponentes (Johann Friedrich Meckel y Étienne Serres) y en contraste con el modelo de recapitulación de Ernst Haeckel:
- A partir de sus observaciones embriológicas, el anatomista alemán Johann Friedrich Meckel (1724–1774) defendió este modelo en su ensayo “Sketch of a Portrayal of the Parallel that Obtains Between the Embryonic Condition of Higher Animals and the Permanent Condition of Lower Animals”. (1811).
- El francés Étienne Serres (1786–1868) abogó también por la teoría de la recapitulación, a la que denominó "teoría de los frenos de desarrollo". Serres utilizó la teoría de la recapitulación como apoyo a la idea de unidad del plan de organización, de su maestro Étienne Geoffroy Saint-Hilaire. Frente a la comparación entre formas adultas, Serres abogó por la comparación entre las formas adultas de animales inferiores y el estadio embriológico correspondiente de animales de nivel organizativo superior.

## Embriología experimental
- Wilhelm His es considerado uno de los fundadores de la embriología experimental (Entwicklungsmechanik). Desde el punto de vista conceptual, His se opuso a la subordinación de la embriología a la filogenética abanderada por Ernst Haeckel y Carl Gegenbaur. Desde el punto de vista técnico, su mejora del micrótomo fue esencial para el desarrollo de la embriología como disciplina autónoma. Gracias al nuevo aparato, se logró obtener series initerrumpidas de secciones laminares del embrión.
- Eduard Pflüger (1829-1910)
- Gustav Born (1851-1900)
- Wilhelm Roux y Hans Driesch, ambos discípulos de Haeckel, son considerados los fundadores de la embriología experimental como disciplina autónoma.
- Theodor Boveri (1862-1915)
- Edmund B. Wilson (1856-1939): En 1898 Wilson utilizó las semejanzas entre embriones para describir relaciones filogenéticas. Observando la segmentación espinal en moluscos, platelmintos y anélidos concluyó que los mismos órganos procedían del mismo grupo de células, concluyendo que todos estos organismos debían compartir un ancestro común. En el campo de la genética, Wilson descubrió la determinación cromosómica del sexo.
- Thomas Hunt Morgan (1866-1945)